# 贝谢巴赫
贝谢巴赫是德国莱茵兰-普法尔茨州的一个市镇。总面积10.86平方公里，总人口877人，其中男性438人，女性439人（2011年12月31日），人口密度81人/平方公里。